# Cồn Vượt
Cồn Vượt hay bãi Vượt, là một cồn ven biển của huyện cù lao Tân Phú Đông, tỉnh Tiền Giang, Việt Nam.

## Tự nhiên
Cồn cũng như nhiều cồn ven biển khác của Tiền Giang, hình thành do quá trình bồi tụ phù sa rất mạnh diễn ra ở bờ biển, đoạn nằm giữa Cửa Tiểu và Cửa Đại. Hệ thống sông Mê Kông có lưu lượng nước và phù sa rất lớn đổ ra biển Đông qua các cửa sông lớn Cửa Đại, Cửa Tiểu và Soài Rạp, trong đó lượng phù sa khoảng 70 triệu tấn, phân phối cho hai nhánh chính là sông Tiền và sông Hậu, phần cửa sông Tiền được phù sa bồi đắp nên tiến ra biển 30–50 m mỗi năm. Do lượng nước sông đổ ra biển và thủy triều có mức tương đương nhau nên dòng chảy bị triệt tiêu, nhờ đó quá trình bồi lắng diễn ra.
Cồn Vượt chiều dài 10 km, ngang 3 km và cách bờ khoảng 10 km, độ cao đường bình độ từ -2,3 đến -6,1 mét. Cồn phát triển rất mạnh, đã mở rộng diện tích không ngừng, trong Quyết định 10/2006/QĐ-UBND phê duyệt "Chương trình bảo vệ và phát triển nguồn lợi thủy sản tỉnh Tiền Giang giai đoạn 2006 - 2010", diện tích cồn được ghi chú là 200 ha (2,0 km²) nhưng đến năm 2007 trong tài liệu Quy hoạch Vùng sản xuất giống nhuyễn thể khu vực ven biển Gò Công đến năm 2015, định hướng đến năm 2020 của Sở Nông nghiệp và Phát triển nông thôn Tiền Giang diện tích cồn là hơn 3.188 ha (31,88 km²), có phần đất ngập nước đã phủ lên vùng nước quản lý của tỉnh Bến Tre.
Cồn chỉ là một bãi bồi, ngập nước hoàn toàn và chỉ nổi lên khi thủy triều xuống. Khi thủy triều lên cồn chìm dưới mực nước biển 4 mét. Đây là nơi thuận lợi cho các loài nghêu sinh sống. Vùng nước có nhiều loài cá nước mặn, lợ như cá đối, cá đuối,...

## Kinh tế
Khoảng năm 2009, người dân địa phương đã bắt đầu nuôi nghêu thương phẩm tại đây. Trọng lượng nghêu nuôi ở Cồn Vượt có thể đạt đến 45 con/kg do môi trường sống thích hợp.
Chính quyền huyện Tân Phú Đông đánh giá Cồn Vượt có nhiều tiềm năng khai thác nuôi trồng, đánh bắt thủy sản và đã bắt đầu cho thuê các bãi. Việc nuôi nghêu cũng đã bắt đầu được định hướng theo mô hình kinh tế tập thể như: tổ hợp tác, hợp tác xã. Hợp tác xã Thủy sản Phú Tân khai thác nắm quyền khai thác các bãi đẻ của nghêu và sò giống khu vực cồn bãi huyện Tân Phú Đông, với doanh thu trung bình 13 tỷ đồng. Cồn được đánh giá là có tiềm năng sử dụng để nuôi nghêu hơn 1.200 ha, trong đó quy hoạch nuôi nghêu giống và tiềm năng du lịch sinh thái biển.
Vấn đề gây ảnh hưởng nghiêm trọng ngành nghêu địa phương là việc xảy ra tình trạng "nghêu tặc" và "sò tặc" cào bắt trái phép con giống để bán, tình trạng xảy ra ở cồn Vượt và cồn Ngang. Theo ước tính của chính quyền, lượng con giống bị thất thoát trị giá lên đến trên 20 tỷ đồng, gần gấp đôi sản lượng mà Hợp tác xã Thủy sản Phú Tân khai thác được.
Tháng 3 năm 2021, đoàn cán bộ lãnh đạo UBND huyện Tân Phú Đông do ông Bùi Thái Sơn – Bí thư Huyện ủy, Chủ tịch UBND huyện làm trưởng đoàn, cùng với đại diện các sở, ngành tỉnh Tiền Giang đã đến khảo sát cồn này.